# Liste des monuments historiques du 13e arrondissement de Paris

Cet article recense les monuments historiques du 13e arrondissement de Paris, en France.

## Liste
| Monument                                              | Adresse                                                                                      | Coordonnées                      | Notice         | Protection | Date | Illustration                                          |
| ----------------------------------------------------- | -------------------------------------------------------------------------------------------- | -------------------------------- | -------------- | ---------- | ---- | ----------------------------------------------------- |
| Boulangerie                                           | 34 avenue de Choisy                                                                          | 48° 49′ 20″ nord, 2° 21′ 47″ est | « PA00086590 » | Inscrit    | 1984 | Boulangerie                                           |
| Carrières des Capucins                                | Boulevard de Port-Royal                                                                      | 48° 50′ 02″ nord, 2° 19′ 57″ est | « PA75130004 » | Inscrit    | 1999 | Carrières des Capucins                                |
| Cité fleurie                                          | 61-67 boulevard Arago                                                                        | 48° 50′ 05″ nord, 2° 20′ 36″ est | « PA00132989 » | Inscrit    | 1994 | Cité fleurie                                          |
| Cité de refuge de l'Armée du salut                    | 12 rue Cantagrel                                                                             | 48° 49′ 36″ nord, 2° 22′ 36″ est | « PA00086591 » | Inscrit    | 1975 | Cité de refuge de l'Armée du salut                    |
| Édicule Guimard de la station de métro Campo-Formio   | Boulevard de l'Hôpital                                                                       | 48° 50′ 08″ nord, 2° 21′ 30″ est | « PA00086599 » | Inscrit    | 2016 | Édicule Guimard de la station de métro Campo-Formio   |
| Édicule Guimard de la station de métro Place d'Italie | Place d'Italie                                                                               | 48° 49′ 51″ nord, 2° 21′ 19″ est | « PA00086600 » | Inscrit    | 2016 | Édicule Guimard de la station de métro Place d'Italie |
| Édicule Guimard de la station de métro Place d'Italie | Place d'Italie                                                                               | 48° 49′ 51″ nord, 2° 21′ 17″ est | « PA00086600 » | Inscrit    | 2016 | Édicule Guimard de la station de métro Place d'Italie |
| Édicule Guimard de la station de métro Saint-Marcel   | Boulevard de l'Hôpital                                                                       | 48° 50′ 18″ nord, 2° 21′ 39″ est | « PA00086601 » | Inscrit    | 2016 | Édicule Guimard de la station de métro Saint-Marcel   |
| Église Sainte-Anne-de-la-Butte-aux-Cailles            | 186 Rue de Tolbiac                                                                           | 48° 49′ 34″ nord, 2° 21′ 00″ est | « PA75130007 » | Inscrit    | 2018 | Église Sainte-Anne-de-la-Butte-aux-Cailles            |
| Gare d'Austerlitz                                     | 1-11bis et 19-27 boulevard de l'Hôpital 1-3 place Valhubert                                  | 48° 50′ 30″ nord, 2° 21′ 58″ est | « PA75130001 » | Inscrit    | 1997 | Gare d'Austerlitz                                     |
| Groupe scolaire                                       | 10 rue Küss                                                                                  | 48° 49′ 20″ nord, 2° 21′ 05″ est | « PA75130002 » | Inscrit    | 1997 | Groupe scolaire                                       |
| Halle Freyssinet                                      | 55 boulevard Vincent-Auriol                                                                  | 48° 50′ 04″ nord, 2° 22′ 14″ est | « PA75130005 » | Inscrit    | 2012 | Halle Freyssinet                                      |
| Hôtel Mascarini                                       | 3 bis rue des Gobelins                                                                       | 48° 50′ 09″ nord, 2° 21′ 07″ est | « PA00086595 » | Inscrit    | 1928 | Hôtel Mascarini                                       |
| Hôpital de la Salpêtrière                             | 47 boulevard de l'Hôpital                                                                    | 48° 50′ 16″ nord, 2° 21′ 51″ est | « PA00086592 » | Classé     | 1976 | Hôpital de la Salpêtrière                             |
| Îlot de la Reine Blanche                              | 12 à 18 rue Berbier-du-Mets 17-19 rue des Gobelins 4 à 10 rue Gustave-Geffroy                | 48° 50′ 08″ nord, 2° 21′ 03″ est | « PA00086596 » | Classé     | 1980 | Îlot de la Reine Blanche                              |
| Institut dentaire George-Eastman                      |                                                                                              | 48° 49′ 31″ nord, 2° 21′ 33″ est | « PA75130008 » | Inscrit    | 2019 | Institut dentaire George-Eastman                      |
| Maison Planeix                                        | 24bis à 26bis boulevard Masséna                                                              | 48° 49′ 24″ nord, 2° 22′ 26″ est | « PA00086597 » | Inscrit    | 1976 | Maison Planeix                                        |
| Manufacture des Gobelins                              | 42 avenue des Gobelins 6, 8, 10 rue Berbier-du-Mets 2 rue Croulebarbe                        | 48° 50′ 05″ nord, 2° 21′ 10″ est | « PA00086598 » | Classé     | 1993 | Manufacture des Gobelins                              |
| Mobilier national                                     | 1 rue Berbier-du-Mets                                                                        | 48° 50′ 01″ nord, 2° 21′ 03″ est | « PA00086602 » | Classé     | 1965 | Mobilier national                                     |
| Pavillon Jean de Julienne                             | 20 rue Le Brun                                                                               | 48° 50′ 11″ nord, 2° 21′ 17″ est | « PA00086603 » | Inscrit    | 1962 | Pavillon Jean de Julienne                             |
| Piscine de la Butte-aux-Cailles                       | 5, 7 place Paul-Verlaine 49bis rue Bobillot 50, 52 rue du Moulinet 38 rue du Moulin-des-Prés | 48° 49′ 38″ nord, 2° 21′ 09″ est | « PA00086605 » | Inscrit    | 1990 | Piscine de la Butte-aux-Cailles                       |
| Siège du Droit humain international                   | 5 rue Jules Breton                                                                           | 48° 50′ 17″ nord, 2° 21′ 29″ est | « PA75130006 » | Inscrit    | 2013 | Siège du Droit humain international                   |
| Square René-Le Gall                                   | Rue Corvisart rue Croulebarbe                                                                | 48° 49′ 57″ nord, 2° 20′ 58″ est | « PA75130003 » | Inscrit    | 1936 | Square René-Le Gall                                   |
| Théâtre des Gobelins                                  | 73 avenue des Gobelins                                                                       | 48° 50′ 00″ nord, 2° 21′ 16″ est | « PA00086604 » | Inscrit    | 1977 | Théâtre des Gobelins                                  |
| Tour Albert                                           | 33 rue Croulebarbe                                                                           | 48° 49′ 57″ nord, 2° 21′ 07″ est | « PA00132990 » | Inscrit    | 1994 | Tour Albert                                           |
| Usine de la Société urbaine d'air comprimé            | 3 à 13 quai Panhard-et-Levassor                                                              | 48° 49′ 39″ nord, 2° 23′ 04″ est | « PA00133012 » | Inscrit    | 1994 | Usine de la Société urbaine d'air comprimé            |